# رمضان 1431 هـ
رمضان لسنة 1431 هـ يبدأ من غرة رمضان يوم 11 أغسطس 2010 وفق المركز الليبي للاستشعار عن بعد وعلوم الفضاء والمشروع الإسلامي لرصد الأهلة استنادًا لرؤية فقهية لنصوص الكتاب والسنة تجيز الاعتماد على الحسابات الفلكية، ويبدأ يوم الخميس 12 أغسطس وفق الحسابات العمانية وجمعية الشعرى للفلك وهي جمعية رصد جزائرية. يحل رمضان هذه المرة والصيف يسود نصف الكرة الشمالي حيث تقبع معظم دول العالم الإسلامي. شرعت جل الدول الإسلامية في صيام رمضان بدأ من يوم الإربعاء 11 أغسطس فيما بدأت سلطنة عمان والمغرب وموريتانيا وشيعة العراق والسعودية والكويت ولبنان في الصوم انطلاقا من يوم الخميس. تطفو هذه الاختلافات للسطح مع مقدم رمضان كل عام، ويرجع السبب في هذه التباينات بين بلدان العالم الإسلامي إلى اختلاف الأهلة بين الدول وبعضها البعض. كان المشروع الإسلامي لرصد الأهلة قد أعلن عن نقله وقائع رصد هلال رمضان في بث حي ومباشر على شاشة الجزيرة مباشر. هذا وتجمع سائر الحسابات الفلكية على أن الاقتران سيكون في يوم 10 أغسطس بين الساعة الثالثة و8 دقائق والثالة وتسع دقائق فجرا وفقا لـ ت.م.ع. وهذا يؤكد أن غرة رمضان بالحساب الفلكي ستكون يوم الإربعاء 11 أغسطس 2010 بيد أن الهلال لحظة مولده لن يرى ليلة الاقتران إلا في أمريكا الجنوبية. وتعتمد بعض الدول معاينة الهلال كشرط للصوم دون الحسابات الفلكية، وذلك بحسب فهمهم لمعنى الرؤية وتحديد بداية الشهر الواردة في نصوص القرآن والسنة. من الدول التي تعتمد المعاينة شرطا للقطع بمولد الهلال السعودية، فقد شددت هيئة كبار العلماء على عدم اعتبار الحساب الفلكي ثلاث مرات، الأولى سنة 1392 هـ حين أجمع علماء الهيئة على رد الحساب الفلكي في إثبات دخول الشهر. والثانية سنة 1395 هـ في جواب على فتيا وردت من الجزائر حيث قرروا بالإجماع أنه لا عبرة شرعاً في إثبات الشهر القمري بدءاً وانتهاءً بمجرد ولادة القمر. وآخرها عام 1429 هـ حين اعتبرت لجنة الإفتاء بالأغلبية أن الحساب الفلكي لا يشكل أساسا مقبولا لتحديد صيام شهر رمضان وفطره وحكى المفتي عبد العزيز آل الشيخ وقتها إجماع علماء الإسلام على إنكار الحساب قائلاً.
| رمضان 1431 هـ | علماء الأمة المحمدية أنكروا على القائل بالحساب، ورأوا أنه قول شاذ لا اعتبار له | رمضان 1431 هـ |

## مصاحبات
- السبت
- الأحد
- الاثنين
- الثلاثاء
- الأربعاء
- الخميس
- الجمعة

- 26
7
- 27
8
- 28
9
- 29
10
- 1
11
- 2
12
- 3
13
- 4
14
- 5
15
- 6
16
- 7
17
- 8
18
- 9
19
- 10
20
- 11
21
- 12
22
- 13
23
- 14
24
- 15
25
- 16
26
- 17
27
- 18
28
- 19
29
- 20
30
- 21
31
- 22
1 سبتمبر
- 23
2
- 24
3
- 25
4
- 26
5
- 27
6
- 28
7
- 29
8
- 30
9
- 1
10

- انطلاق بث قناة قرطبة وهي قناة إسلامية يشرف عليها عبد العزيز الفوزان وموجهة صوب الناطقين باللغة الإسبانية.[22]
- الشروع في توحيد الآذان في بعض محافظات مصر[23] رغم وصفه من قبل عالم أزهري بأنه بدعة مخالفة منكرة.[24] ووزير الأوقاف حمدي زقزوق يقرر إحالة 700 مؤذن إلى عمال نظافة وحراس أمن.[25]
- دخول قرار إطفاء مكبرات الصوت حيز التنفيذ في مساجد السعودية وعمان خلال صلاة التراويح.[26]
- ابتداء عقارب ساعة مكة في العمل من فوق أبراج البيت وهي أكبر ساعة في العالم والتي يمكن رؤيتها من بعد 8 أكيال.[27]

## صلاة التراويح في الحرمين

### الحرم المكي
تناوب كل من سعود الشريم وماهر المعيقلي وعبد الله الجهني وعبد الرحمن بن عبد الله السديس في إمامة المصلين في صلاة التراويح في مكة حيث قسمت الليالي الرمضانية بينهم شفعا ووترا، فيؤم الشريم والمعيقلي في ليالي الشفع والجهني والسديس في ليالي الوتر، وفي العشر الأواخر يتولى الجهني والمعيقلي إمامة المصلين في صلوات التراويح في حين توسد صلاة التهجد للسديس والشريم.

### الحرم المدني
أم المصلين في الحرم النبوي كل من علي الحذيفي وصلاح البدير في ليالي الوتر وعبد المحسن القاسم وحسين آل الشيخ في ليالي الشفع على أن يحدد لاحقا ترتيب الأئمة في ليالي العشر الأواخر.

## طالع
رمضان في مصر